# Asiatiskt produktionssätt
Det asiatiska produktionssättet är ett begrepp som utvecklades av Karl Marx under 1850-talet. Sitt namn har det fått eftersom det först konstaterades i Asien (Kina, Indien, Iran). Asiatiskt produktionssätt har dock förekommit på andra platser, exempelvis i det antika Egypten och i Inkariket.

Produktionssättet kännetecknas av att produktionen sker inom ramarna för en bygemenskap. Produktivkrafterna befinner sig på en primitiv nivå, med spadar, hackor, drag- och lastdjur samt kanalbyggen och urdikningar. Det lilla överskott (merprodukten för att använda den marxistiska termen) går till staten, ofta i form av religiösa offergåvor. Statens ledning (kung eller liknande) är även huvudperson i det religiösa livet. I vissa fall (Egypten och Inkariket) anses kungen rentav ha gudomliga egenskaper.